# District de Songbei
Le district de Songbei (松北区 ; pinyin : Sōngběi Qū) est une subdivision administrative de la province du Heilongjiang en Chine. C'est l'un des districts de la ville sous-provinciale de Harbin.